# Legión de la Justicia Alfa
La Legión de la Justicia Alfa es un equipo que salió de la saga especial de DC Comics, titulada, DC 1 Millón, que existe en el lejano futuro del Universo DC. Creada por Grant Morrison, apareció por primera vez en DC 1 millón (con excepción de Flash, que había sido creado por Mark Waid ya que apareció por primera vez en un especial de flash para el 50 Aniversario en 1990).

## Sinopsis
En el siglo 853, las instituciones como la Liga de la Justicia de América y la Legión de Superhéroes se habían convertido en la Legión de la Justicia, donde varios equipos de superhumanos actúan para proteger a nuestra galaxia. El más importante de ellos es la Legión de la Justicia Alfa, que tiene su base de operaciones en Júpiter y es responsable de proteger el sistema solar terrestre, (los siguientes equipos corresponden a la Legión de la Justicia Beta, la tercera es la Legión de la Justicia Gamma, y así sucesivamente.) Si bien, la JLA se asemeja a la Alfa, las otras legiones se asemejan a equipos como los Teen Titans, la Young Justice, y a la Legión de Superhéroes, y la Legión de Super Mascotas, etc.

### Los Nuevos 52/DC: Renacimiento:Convergencia
Durante los acontecimientos de la serie limitada denominada Convergencia La ciudad de Metrópolis del siglo 853 se encontraba entre las ciudades coleccionadas por Brainiac en Telos. Owlwoman mencionó haber caído en la batalla así como Batman 1'000.000 le dice a Superman 1'000.000 que colocaran las fotos en la pared de sus compañeros caídos. Cuando las cúpulas se vinieron abajo, la Legión de la Justicia Alfa acabó con la participación del Sindicato del Crimen en una batalla que se inició enfrentando a Superman siendo atacado por Ultraman.

## Miembros
La Legión de la Justicia Alfa se compone de los análogos futuristas de los héroes modernos. Sus miembros incluyen:
- Superman: El último de la dinastía de Superman que se extiende desde los tiempos modernos del siglo 21 hasta el siglo 853a. Uno de los supermanes que se ha casado con una reina de la 5ª dimensión, al hacer esto, tuvo una concesión a cambio de adquirió nuevos poderes aumentados equivalente a 10 supermanes. Además, el ahora es como un Dios -como el original Superman vive en el corazón de nuestra Tierra, y a través de su voluntad inmensa, concede poderes aún mayores a sus descendientes, siempre y cuando sigan protegiendo la Tierra. Superman opera desde el planeta Tierra. Su nombre real puede ser Kal Kent.

- Wonder Woman: A una estatua de mármol se le ha dado la vida a una nueva diosa de la Verdad. Ella tiene poderes similares a la original y también lleva dos armas de forma similar en naturaleza al avión invisible de Diana, que por lo general actúa como una de sus pulseras sensibles, así como su caridad y armonía. Opera desde Venus.

- Batman: Plutón es ahora una colonia penal. Cuando Batman era un niño, vivía con su guardia de la prisión junto a sus padres en Plutón. Después de una fuga de la prisión, los prisioneros intentaron escapar y amordazaron a todos los guardias en un estadio y obligaron a sus hijos a ver que fuesen muertos a tiros. Al recordar la leyenda del batman original, decidió que llevaría a alguien de voluntad extraordinaria llevase el control de la prisión y tomó el mando por sí mismo. Él ha entrenado toda su vida para convertirse en un luchador contra el crimen perfecto y también tiene numerosas mejoras tecnológicas. Su compañero es un robot llamado Robin, el Chico maravilla.

- Flash: Al principio del siglo 27, durante un viaje en el tiempo, John Fox se reunió con Wally West, el Flash del siglo XX, antes de que él terminase en el siglo 853a. Opera desde Mercurio.

- Aquaman: El rey del planeta oceánico Neptuno. A diferencia de la original de Aquaman , que tiene un aspecto más parecido a un pescado -como su aspecto, así como la capacidad psiónica del control del agua, y el uso de moléculas del agua en el aire o el agua en el cuerpo humano.

- Hourman: Un androide con el recuerdo de Rex Tyler, el Hourman original. Él tiene dominio sobre el tiempo y el espacio gracias a un posible artefacto cósmico, el Worlogog. Su planeta de origen no se menciona en la historia, pero se supone que sería Saturno.

- Starman: Ferris Knight es un descendiente directo de Ted Knight , aunque su familia específica que sólo tomó el legado de Starman a partir de su bisabuelo. Él supervisa el domo artificial Solaris y vive en una estación espacial que queda en lo que alguna vez fue Urano.

- Resurrection Man: Mitch Shelley, aún no puede morir, se ha convertido en estratega del equipo, en sustitución del Detective Marciano (que se ha convertido en uno con el planeta Marte). Ahora tiene un dispositivo en el brazo que lo "mata" a en una manera controlada, dejándolo morir por un segundo y eligiendo los poderes que adquiere, como el vuelo, invulnerabilidad y de gran resistencia son algunas de las habilidades principales.

- Atom: el Atom del siglo 853 es un científico que fue el único sobreviviente de un universo que de pronto se consumió por éste. En lugar de limitarse a sí mismo como la reducirse en átomos, tiene el poder de dividir su masa en duplicados de sí mismo, la difusión de la misma cantidad de materia a través de un número creciente indivisible de pequeños átomos. Cuando llegan a una escala atómica, los átomos pueden organizarse en una amplia variedad de configuraciones moleculares y convertirse en cualquier cosa, desde un trozo de oro hasta una nube de gas. Su planeta de origen es presumiblemente Júpiter.

- Owlwoman: Poco se sabe sobre la Owlwoman del siglo 853, salvo que por el hecho de que ella es hija de un padre humano y una madre Qwardiana, y posee un arnés de vuelo avanzado que le otorga la posibilidad de viajar a la velocidad de la luz. Ella apareció por primera vez en el One-Shot de DC de un millón especial gigante de 80 páginas como el reemplazo en la Liga de la Justicia para Starman, recientemente fallecido. Su vestido tiene un gran parecido al de Nite Owl de Watchmen.

## Otras Legiones de la Justicia
De acuerdo a la serie DC 1 Millón, hay veinticuatro Legiones de la Justicia. cada uno basado en grupos de superhéroes del siglo XX y 30. Se presentan en:
- Legión de la Justicia A: Se basa en la encarnación original de la Liga de la Justicia. (Arriba mencionada).

- Legión de la Justicia B: Se basa en la encarnación de los Titanes. Los miembros incluyen a Nightwing (un humanoide murciélago), Aqualad (un humanoide hecho de agua), Troy (una versión más joven de la Mujer Maravilla del siglo 853), Arsenal (un robot) y Joto (muerto en accidente de teletransportación).

- Legión de la Justicia L: Se basa en la Legión de superhéroes y protege a un sistema planetario creado artificialmente (es todo lo que queda de la Federación de PLanetas Unidos del Siglo XXX). Los miembros incluyen a Cosmicbot (un cyborg con el poder del magnetismo, modelo basado en Cosmic Boy), Titangirl (una combinación de energía psíquica de todos los Titanians , basada en Saturn Girl ), Implicate Girl (Tiene las capacidades de todos los tres billones de Carggites en su "tercer ojo", basada vagamente en Triplicate Girl ), Brainiac 417 (inteligencia incorpórea, basado en Brainiac 5 y sus encarnaciones), el M'onel (un chico que combina los poderes de Mon-El y Shrinking Violet ) y apenas tienen versiones humanoides de Umbra y Chameleon.

- Legión de la Justicia S: Compone de numerosos clones de Superboy, todos ellos con diferentes poderes. Los miembros incluyen al Superboy 820 (con poderes acuáticos), al Superboy 3541 (que puede aumentar su tamaño) y al 1 millon Superboy (que puede canalizar cualquiera de sus poderes a través del "El Ojo"). Todos ellos (sobre todo de 1 millón) se parecen tanto a OMAC tanto como a Superboy. Esto fue un juego de palabras intencionado, como el título de la historia era "1 millón y contando", ya que se refiere a los millones de clones y formando el acrónimo OMAC.

- Legión de la Justicia T: Se basa en el equipo de la Young Justice. Los miembros incluyen a Superboy 1 millón (que se hace referencia al anterior párrafo), a Robin el chico robot Maravilla (compañero robot optimista del Batman del siglo 853) y de Impulso (la encarnación viva de los pensamientos perdidos al azar en la Speed Force).

- Legión de la Justicia Z: (La legión de animales Zoomorfos) se basa en la Legión de Super Mascotas. Los miembros incluyen Proty 1 Millon y Master Mind. Una versión del Super - Caballo Cometa es también es miembro.